# كهف رياح فوغاكو
كهف رياح فوغاكو (باليابانية: 富岳風穴، بالروماجي: Fugaku Fūketsu) كهف نتج عن أنبوب حمم عند الجانب الشمالي من جبل فوجي في اليابان، وواحد من أكبر ثلاث أنابيب حمم موجودة في غابة أوكيغاهارا قرب بلدة فوجيكاوا غوتشي [الإنجليزية]، محافظة ياماناشي.

## كهوف غابة أوكيغاهارا
يوجد العديد من الكهوف في غابة أوكيغاهارا والتي تشكلت بسبب تدفقات الحمم البركانية عند ثوران بركان جبل فوجي سنة 864 للميلاد، وأكبر ثلاثة من بينها هي:
- كهف ناروساوا الثلجي، في قرية ناروساوا [الإنجليزية]، محافظة ياماناشي.
- كهف رياح فوغاكو، في فوجيكاوا غوتشي [الإنجليزية]، محافظة ياماناشي.
- كهف خفاش بحيرة ساي، في بلدة فوجيكاوا غوتشي [الإنجليزية] أيضًا، محافظة ياماناشي.

هذه الكهوف الثلاثة صنفت على أنها (مَعالم طبيعية يابانية [الإنجليزية]) سنة 1929.

## الكهف
يمتد كهف رياح فوغاكو إلى (201 متر) طولاً، بمتوسط إرتفاع يبلغ (8.7 متر)، سمي بكهف الرياح لوجود دورة هواء داخله ناتجة عن فرق الضغط بين داخل وخارج الكهف، جدران الكهف متكونة من حجر البازلت.
يمكن العثور على قناديل جليدية داخل الكهف حتى في فصل الصيف بالإضافة إلى مصاطب وتشكيلات ناتجة عن الحمم البركانية، أُستخدم هذا الكهف بين فترتي إيدو ومييجي (1600-1900) لحفظ وتخزين بيوض ديدان الحرير.

حاليًا تدير «شركة فوجي لأماكن السياحة» التابعة لمجموعة فوجي كيو [الإنجليزية] (富士急グループ) للنقل، كهف رياح فوغاكو مع كهف ناروساوا الثلجي القريب، حيث تم إنشاء متجر للهدايا والتذكارات عند مدخل الكهف عام 2012 باسم «المحطة الخشبية لكهف الرياح».

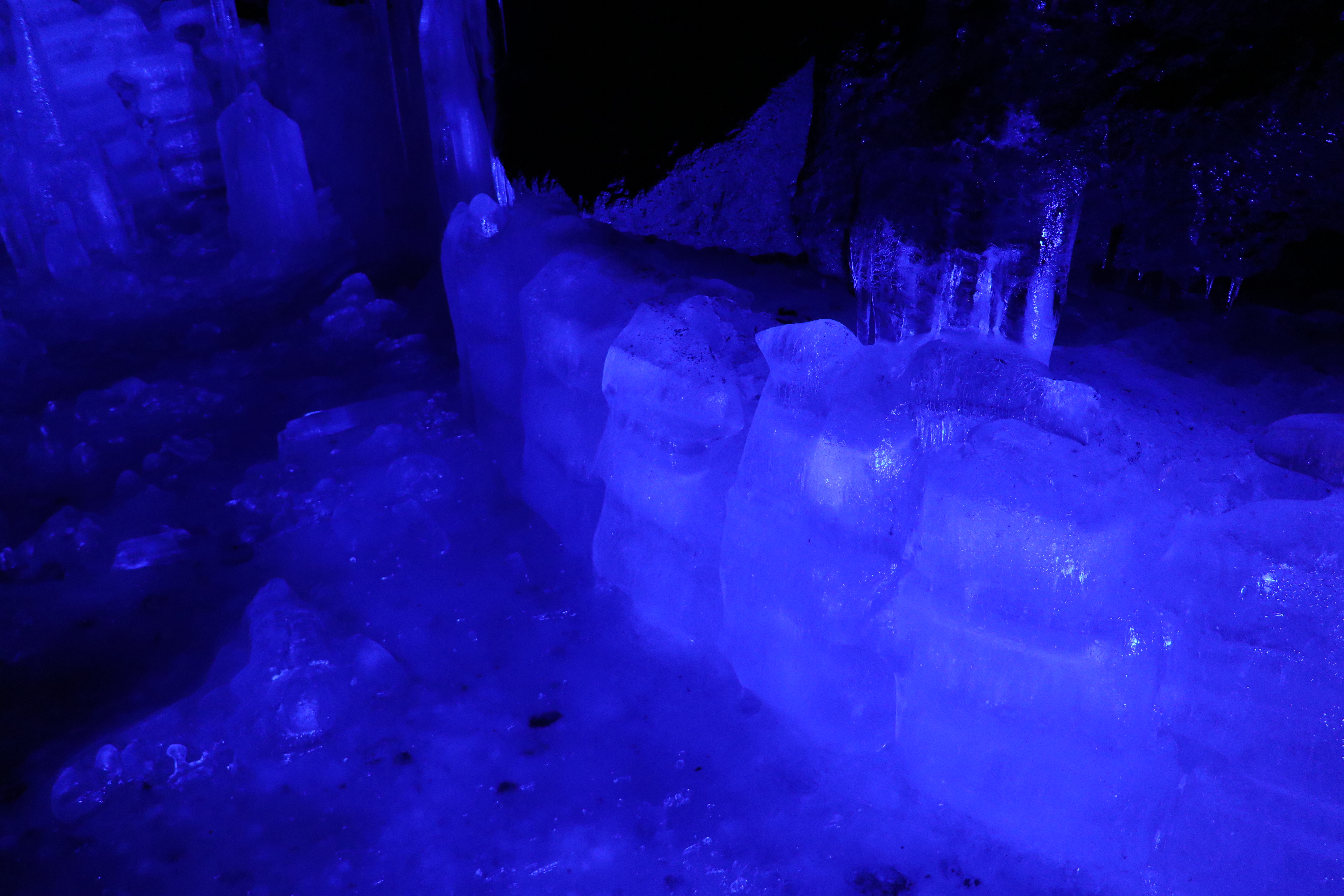
كتل جليدية داخل كهف رياح فوغاكو.
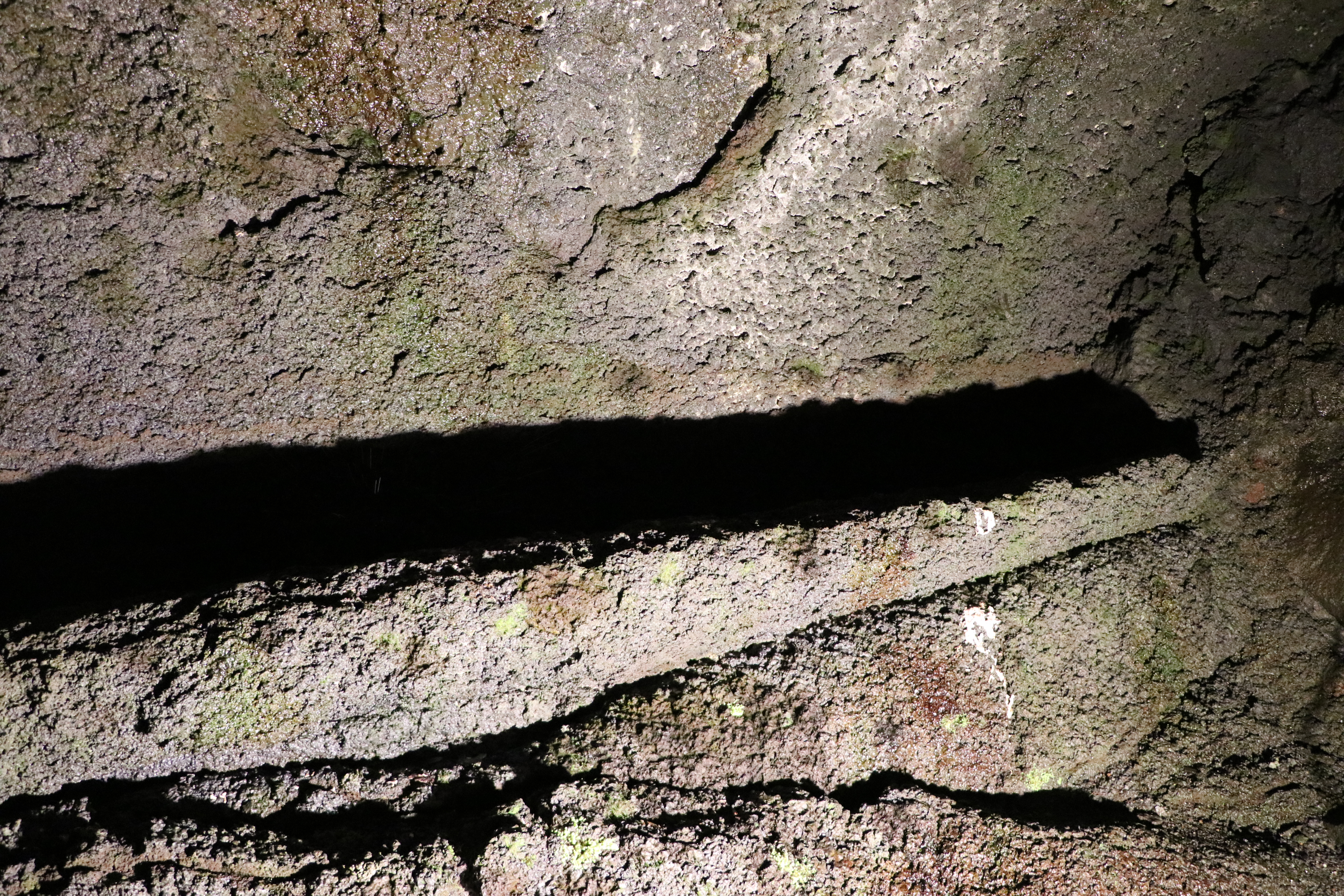
مصطبة متكونة من الحمم موجودة داخل الكهف.
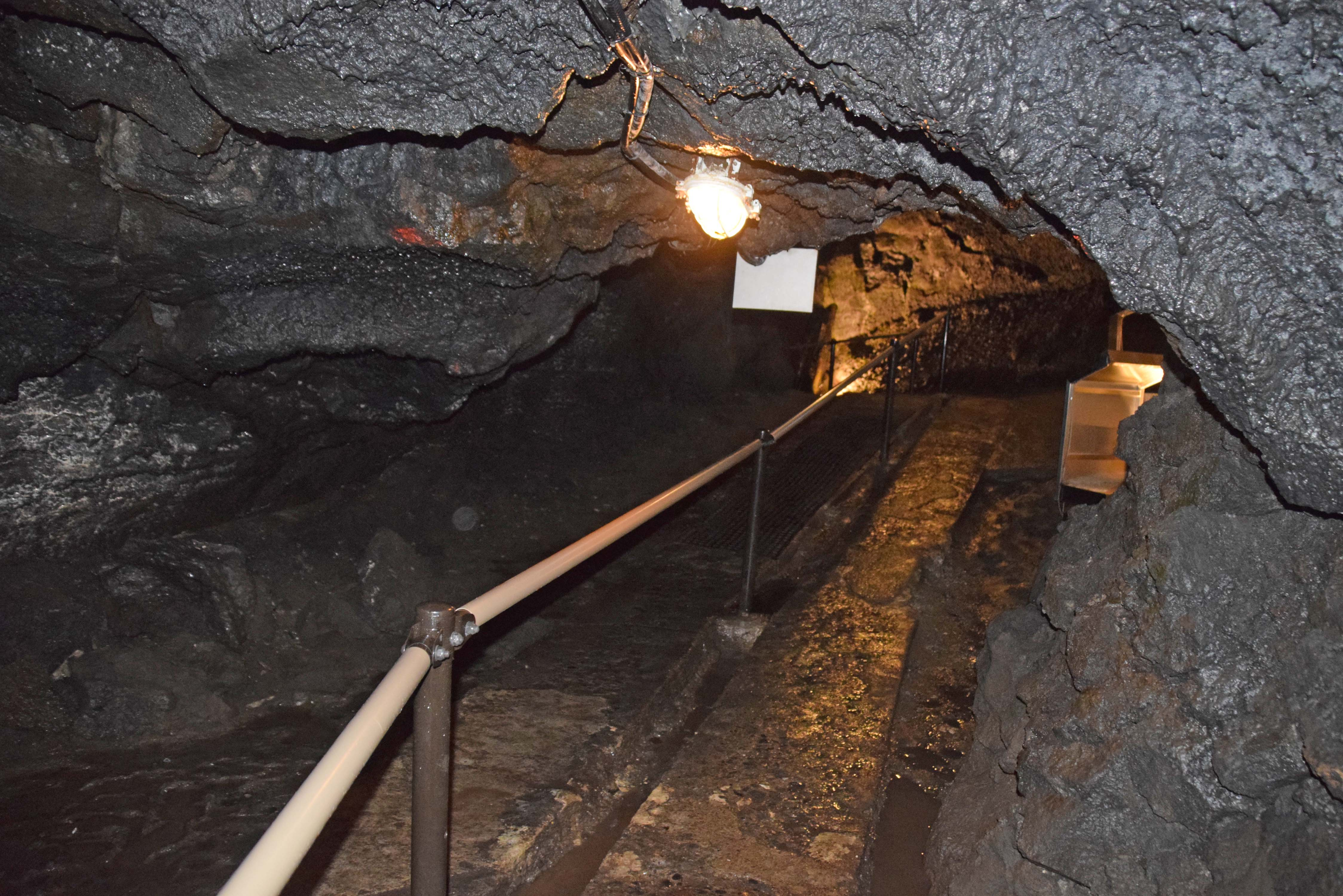
ممر المشاة داخل كهف رياح فوغاكو.
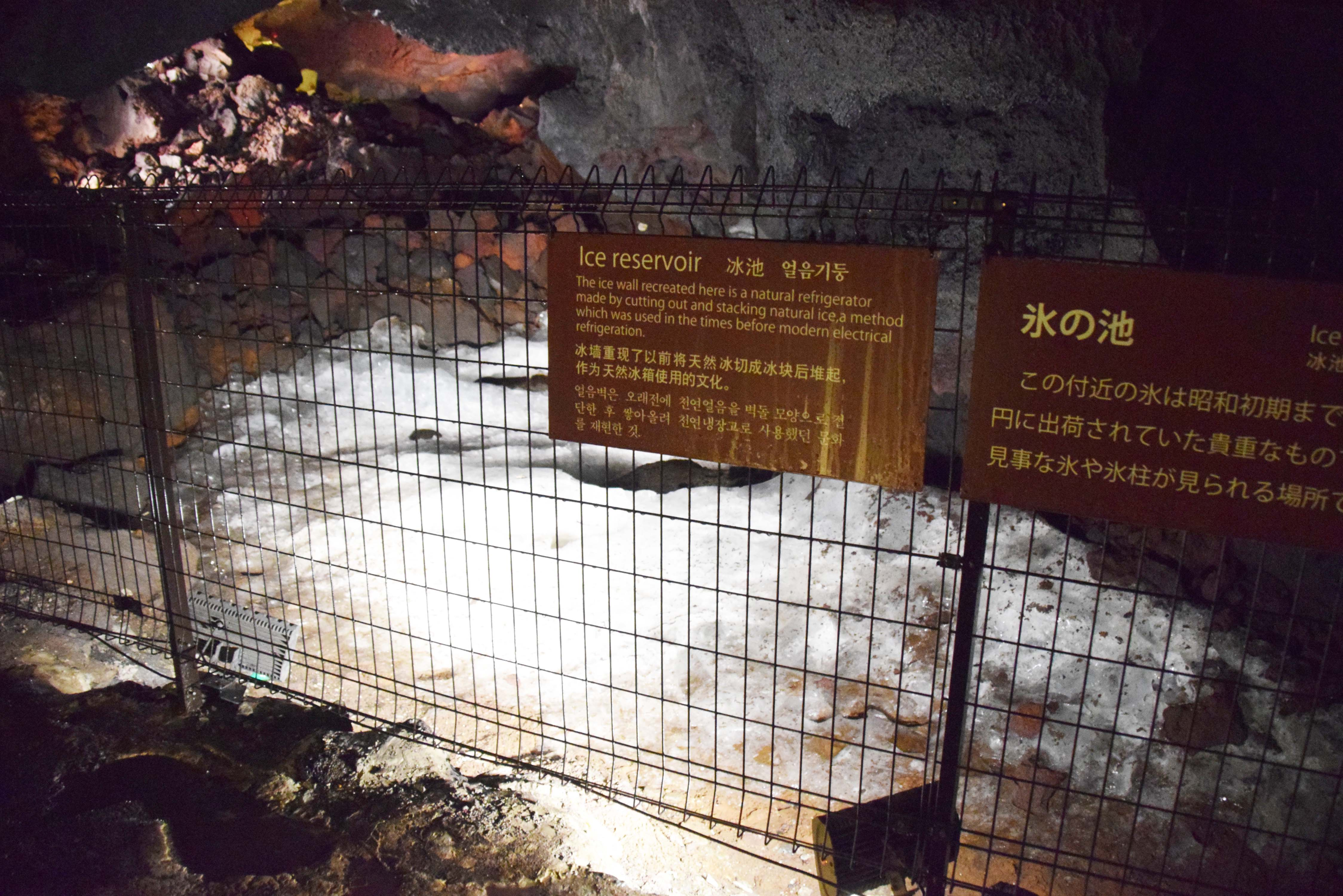
بركة الثلج داخل كهف رياح فوغاكو.
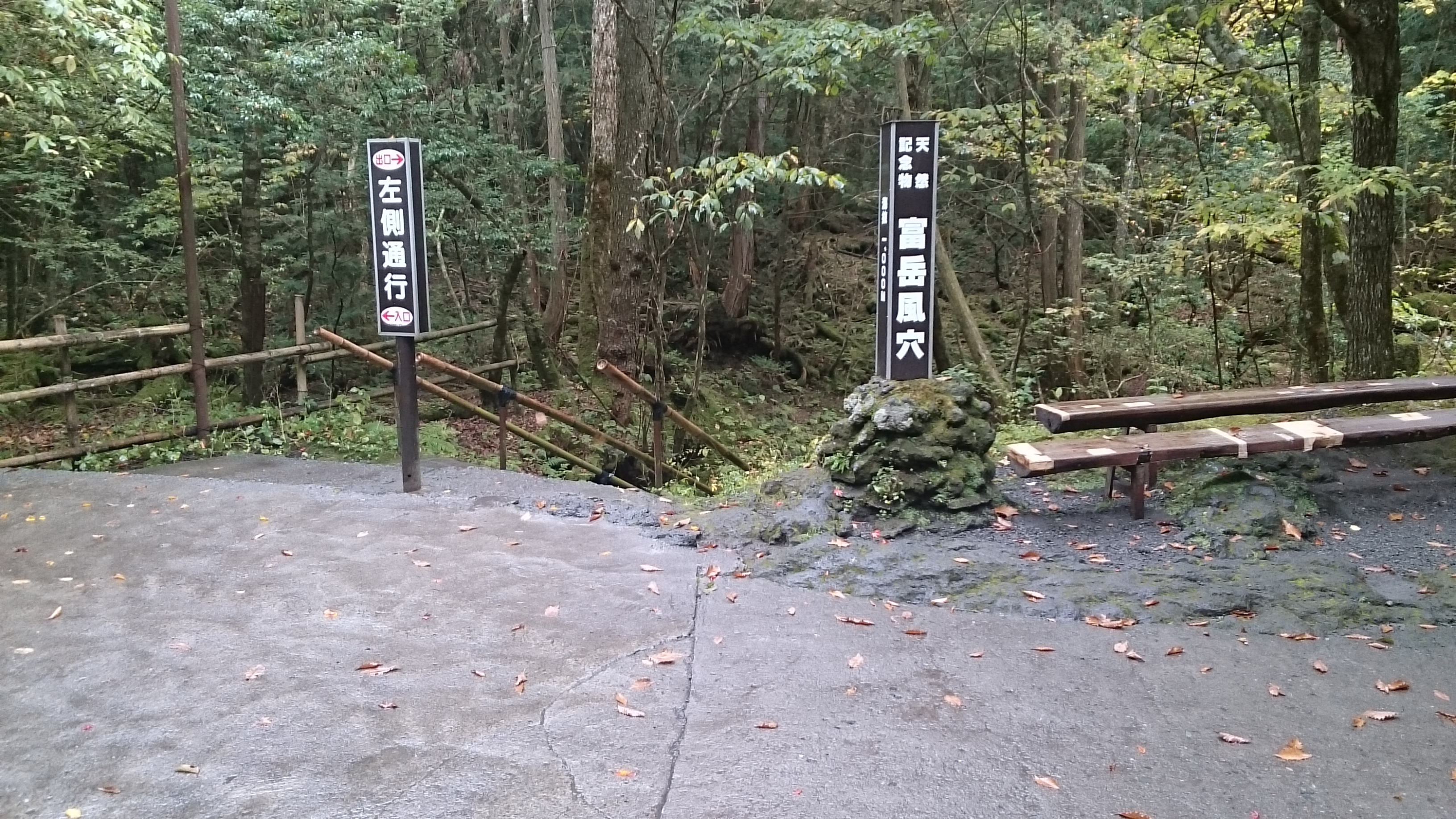
مدخل كهف رياح فوغاكو.
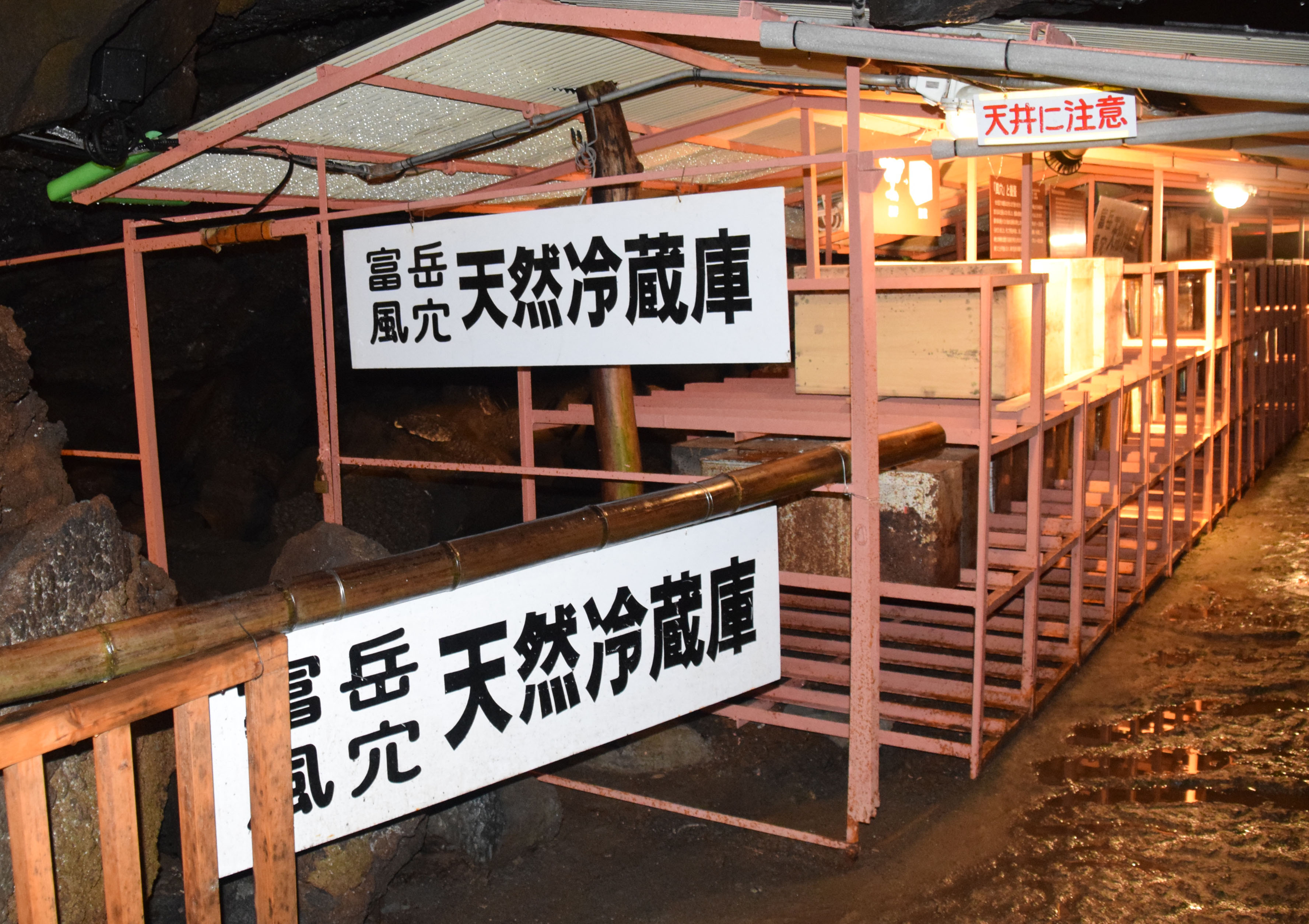
ثلاجة طبيعية داخل كهف رياح فوغاكو، حيث كان يتم حفظ بيوض ديدان الحرير.

## النقل
يوجد خط نقل من الحافلات العمومية من محطة كاواغوتشي [الإنجليزية] لسكك قطارات خط فوجيكيوكو [الإنجليزية]، وبإستخادم السيارة على الطريق الوطني رقم 139 [الإنجليزية] بدءًا من مخرج بحيرة كاواغوتشي [الإنجليزية] يستغرق الوصول إلى الموقع 20 دقيقة.

## طالع أيضًا
- قائمة أطول الكهوف في العالم
- قائمة الكهوف
- كهف أكادو
- كهف كوسيغاساوا
- كهف ناروساوا الثلجي
- كهف خفاش بحيرة ساي
- جغرافيا اليابان